# Acalyptris platani
Acalyptris platani là một loài bướm đêm thuộc họ Nepticulidae. Chúng phân bố rộng khắp miền nam Âu và miền tây Á, từ Bồ Đào Nha tới Iran. Nó đã tiến về phía tây từ khu vực sinh sống ban đầu của chúng ở Balkan trước 1930, và từ đó được phsat hiện ở miền tây Pháp và Thụy Sĩ. Nó cũng được tìm thấy ở Menorca, Bulgaria, Cộng hòa Síp và Thổ Nhĩ Kỳ.
Sải cánh dài 5–5.4 mm. Con trưởng thành bay từ in tháng 5 và tháng 6 và một lần nữa vào tháng 7 và tháng 8. Mỗi năm loài này có thể có hai thế hệ.
Ấu trùng ăn Platanus acerifolia, Platanus orientalis và planted Platanus hybrida. Chúng ăn lá nơi chúng làm tổ. 